# Rui Rio
Rui Fernando de Silva Rio, GCIH (Oporto, 6 de agosto de 1957), conocido como Rui Rio, es un economista y político portugués, alcalde de Oporto entre 2002 y 2013. Fue presidente del Partido Social Demócrata (PSD) entre febrero de 2018 y julio de 2022.

## Carrera académica
Estudió en el Colegio Alemán de Oporto (Deutsche Schule zu Porto) y se licenció en Economía en la Facultad de Economía de la Universidad de Oporto, donde fue miembro del Consejo Pedagógico y presidente de la Asociación de Estudiantes. Su dirección constituyó, después del 25 de abril de 1974, la primera asociación universitaria del país sin mayoría comunista.

## Vida profesional
Como economista, inició su vida profesional en la industria textil. Tras cumplir el servicio militar, trabajó también en la industria metalomecánica. A mediados de la década de 1980, inició su carrera en el sector bancario como ejecutivo del Banco Comercial Português.
Tras haber interrumpido su actividad como economista durante el periodo en que estuvo profesionalmente activo en la política, en marzo de 2014 asumió funciones en la Boyden-Executive Search y en el Neves de Almeida|HR Consulting, empresas del área de gestión de recursos humanos. Anteriormente, y desde enero de 2014, había retomado su actividad en el Millennium BCP, pasando a integrar el Comité de Inversiones del fondo de capitalización Millenium, como miembro independiente y no como ejecutivo.
Además, mientras fue alcalde de Oporto, fue administrador no ejecutivo del Metro de Oporto, de 2002 a 2010.

## Carrera política
Rui Rio entró en la política en las Juventudes Social Demócrata, donde fue vicepresidente de la Comisión Política Nacional, entre 1982 y 1984.
A los 18 años se afilió también al Partido Social Demócrata. En este partido, entre 1996 y 1997, fue secretario general de su respectiva Comisión Política Nacional, con Marcelo Rebelo de Sousa como presidente. De 2002 a 2005, fue vicepresidente, siendo líderes Durão Barroso y, subsiguientemente, Pedro Santana Lopes. Repetiría en el cargo entre 2008 y 2010 con Manuela Ferreira Leite. 
Fue elegido diputado en la Asamblea de la República, por la circunscripción de Oporto, en las legislaturas 1991-1995, 1995-1999 y 1999-2003, abandonando en esta última el mandato de diputado tras ser elegido alcalde de Oporto en las elecciones municipales de 2001. También fue vicepresidente del Grupo Parlamentario del PSD y su portavoz para las cuestiones económicas.
Tras haber conseguido la mayoría relativa en las municipales de 2001, fue reelegido alcalde de Oporto con mayoría absoluta en 2005 contra Francisco Assis, y en 2009, contra Elisa Ferreira. Terminó su tercero y último mandato el 22 de octubre de 2013, siendo el alcalde que más tiempo estuvo en el cargo. 
Paralelamente durante ocho años (2005 -2013) presidió también la Junta Metropolitana de Oporto, lo que constituye el periodo máximo de tiempo que una persona ha desempeñado ese cargo. 
Publicó Política In Situ (2002) y Análise à Distribução Regional do Investimento Público (1999), colaboró en los periódicos O Comércio do Porto, Público y Diário Económico. Fue distinguido con el Premio Personalidad Marketing Ciudades y Regiones 2004 y, en 2005, con el Premio Alfredo César Torres. En 2012, ganó el Premio Carrera de la Facultad de Economía de la Universidad de Oporto.
El 9 de junio de 2006, fue galardonado con la Gran Cruz de la Orden del Infante Don Enrique.

### Liderazgo del PSD
Rui Rio anunció su candidatura al liderazgo del PSD el 11 de octubre de 2017 en Aveiro. En las elecciones primarias del partido, realizadas el 13 de enero de 2018, se enfrentó al ex primer ministro Pedro Santana Lopes, al que venció con el 54 % de los votos de los militantes del PSD. Tomó posesión en el 37.º congreso del PSD, realizado en Lisboa, del 16 al 18 de febrero de 2018.